# Abbaye d'Argenton
Pour les articles homonymes, voir Argenton.
L'abbaye d’Argenton, située dans la section Lonzée, en Belgique, dans la province de Namur, était à l'origine une abbaye de moniales, fondée en 1229 à partir d'une communauté augustinienne, laquelle s'est affiliée ensuite à l'Ordre cistercien. En six siècles d'Histoire, l'abbaye traverse les vicissitudes des guerres et fait face à des difficultés internes.
Reconstruite au XVIIIe siècle, elle est supprimée en 1796, lors de la période révolutionnaire. Les bâtiments préservés, dont le palais abbatial et l’église, ont été transformés et sont devenus le château-ferme d’Argenton. Le site est classé en 1992, y compris le moulin d’Harton.

## Situation géographique
L'abbaye d’Argenton est située dans la section Lonzée, en Belgique, à quatre kilomètres au sud-est de la commune de Gembloux, dans la province de Namur.

## Histoire

### Origine et premiers siècles
En 1229, une communauté de religieuses augustiniennes venant de Grandval (Balâtre) s’installe sur des terres offertes par Guillaume de Harenton et sa femme Ide, sur les bords du Harton. D’autres bienfaiteurs, tels que le comte de Namur, Baudouin de Courtenay, agrandissent le domaine par divers dons de terres et forêts. La communauté obtient peu après son affiliation à l’ordre cistercien, avec Villers-en-Brabant comme « abbaye-mère ».
Durant son existence de près de six siècles, l’abbaye connaît généralement une vie religieuse régulière mouvementée, car souvent prise dans le feu croisé de guerres qui ne concernent pas les moniales.
Lorsque, en 1413, le chapitre général de Cîteaux, ordonne le remplacement par des moines des communautés de moniales du Namurois (Boneffe et Moulins) car jugées irréformables, la mesure ne concerne pas Argenton. L’abbesse Marie de Gembloux y dirige quelque 80 moniales. Les autorités cisterciennes se contentent d’exiger une plus grande fidélité aux observances de la discipline monastique.
À la mort de Marie de Gembloux (1418) deux moniales sont envoyées de Soleilmont (qui avait une réputation de grande ferveur) pour diriger Argenton : Marie de Gentinnes (+1438) d’abord et Nicaise de Harby ensuite.

### Guerres duXVIesiècle
À la fin du XVIe siècle, l’abbaye souffre tout particulièrement des guerres religieuses. Lors de la bataille de Gembloux de 1578, elle sert même de quartier général à Jean d'Autriche. D’Argenton, il écrit au roi d’Espagne pour l’informer de sa victoire sur l’armée des Dix-Sept Provinces. Placide Desellys, moine de Villers et confesseur d’Argenton, a laissé un mémoire où il décrit les tribulations de la communauté religieuse d’Argenton durant cette fin de XVIe siècle. Souvent contraintes à se réfugier à Namur les moniales retrouvent un monastère pillé et endommagé lorsqu’il leur semble possible d’y revenir.
À peine l’abbaye se relève-t-elle au début du XVIIe siècle qu’elle passe par une crise interne. En 1618, l’abbesse Marguerite de Royers est déposée par l’abbé de Cîteaux. Les raisons de cette mesure drastique ne sont pas claires.

### XVIIIesiècle
Le XVIIIe siècle est une période de renaissance et de restauration. L’ensemble de l’abbaye est reconstruit entre 1722 et 1747, sous l’abbatiat de Josèphe Brabant. Les armes de l'abbesse, placées au-dessus de la porte d'entrée de la cour, attestent de cette reconstruction en 1732. Le projet est dirigé par Martin Staignier, moine de Villers envoyé comme confesseur à Argenton. L’architecte en est le namurois Jean-Thomas Maljean, qui surveille personnellement la construction de l’église, à partir de 1754. Les bâtiments qui subsistent aujourd’hui, église et palais abbatial, datent de cette époque.
Élu abbé de Villers en 1742, Martin Staignier continue et accroît son engagement même financier dans la reconstruction de l’abbaye d’Argenton Il voit grand pour la communauté de moniales dont il apprécie la ferveur, bien que durant presque tout le XVIIIe siècle elles ne sont guère plus d’une quinzaine. Cela se fait au détriment de sa propre abbaye, même si à Villers également il s’est engagé dans de grands travaux. Charpenterie, menuiserie et ferronnerie sortent des ateliers de l’abbaye de Villers. Aussi, en 1755 ses moines l’accusent de mauvaise gestion des ressources de leur abbaye de Villers auprès de l’abbé de Cîteaux, et provoquent une enquête officielle. Staignier est blanchi.
Dame Humbeline Disbecq, originaire d’Ittre, élue en 1766 à l’âge de 40 ans, est la dernière abbesse d’Argenton. Une fois encore les commissaires chargés de veiller à la régularité de l’élection notent dans leur rapport « la régularité et la ferveur » des moniales d’Argenton. Sous son abbatiat se terminent, en 1768, le quartier abbatial et l’hôtellerie. Ses armes comme celles de l’abbé de Villers de l’époque, Robert de Bavay, sont encore visibles au fronton du bâtiment.

### Suppression etXIXesiècle
Bien que loin d’être moribonde, l’abbaye est supprimée en 1796 et les moniales dispersées. Les bâtiments sont vendus comme biens nationaux en 1797 à un certain Jean-Baptiste Paulée. L’acte nous apprend que le domaine couvrait 850 hectares (130 bonniers de terre). L’ensemble est immédiatement loué comme ferme.
Le domaine change plusieurs fois de propriétaire durant les XIXe et XXe siècles, tout en restant exploitation agricole comme il l’est encore aujourd’hui. Appartenant au domaine privé l’ancienne abbaye ne se visite pas.

## Patrimoine architectural
- Le porche d'entrée de l'ancienne abbaye, en style Louis XIV, est flanqué de deux tourelles rondes, plus anciennes[2].
- Le quartier abbatial est agrémenté d'un fronton triangulaire[1].
- L'abbatiale rococo d'autrefois, en partie incendiée en 1913, a été transformée en grange[2],[1].